# رولز-رویس ترنت ۹۰۰
رولز-رویس ترنت ۹۰۰ (به انگلیسی: Rolls-Royce Trent 900) یک موتور هواگرد ساخت شرکت رولز-رویس هلدینگز در کشور بریتانیا است.